# フアン・アントニオ・マリン
フアン・アントニオ・マリン・カセーロ（Juan Antonio Marín Casero, 1975年3月2日 - ）は、コスタリカ・サンホセ出身の元男子プロテニス選手。プロテニス選手の少ないコスタリカにおいて、史上初めてATPツアーでシングルス優勝を果たした選手である。自己最高ランキングはシングルス55位、ダブルス187位。身長175cm、体重73kg。右利き。

## 来歴
家具会社経営の父が地元テニスクラブのメンバーであった環境もあり、6歳からテニスを始める。マリンは14歳からスペインに活動の場を移し、練習を重ねた。4年後の1993年、彼は国籍をそれまでのスペインから故郷のコスタリカに変更している。
1996年にプロ入り。マリンのプロ入りは比較的遅かったものの、翌年には早くもスウェーデン・オープンでATPツアーの決勝に進出する。ここでは同国のマグヌス・ノーマンに5–7, 2–6で破れたが、年末にはシングルス100位以内に食い込むなどの活躍をみせていた。
1999年、3度目の挑戦となったスウェーデン・オープンで地元のアンドレアス・ビンシゲラを6–4, 7–6(4)で下し、ツアー初優勝を果たす。同年10月には自己最高ランクの「55位」をマークしたが、翌年以降は徐々に成績を残せなくなり低迷する。一時的にトップ100に戻すこともあったが、1990年代後半にみせた活躍とまではいかなかった。
オリンピック代表選手としても2000年シドニー五輪に出場したが、シングルス1回戦で金メダルを獲得したロシアのエフゲニー・カフェルニコフに0-6, 1-6で完敗した。
2007年に現役引退。現役時代に通算17回出場した4大大会シングルスでは、ついに1度も本戦で勝利を挙げることはできなかった。ダブルスには1度も出場していない。

## ATPツアー決勝進出結果

### シングルス: 2回 (1勝1敗)
| 大会グレード                                  |
| グランドスラム (0-0)                          |
| テニス・マスターズ・カップ (0-0)              |
| ATPマスターズシリーズ (0-0)                   |
| ATPインターナショナルシリーズ・ゴールド (0-0) |
| ATPインターナショナルシリーズ (1–1)           |

| サーフェス別タイトル |
| ハード (0-0)         |
| クレー (1-1)         |
| 芝 (0-0)             |
| カーペット (0-0)     |

| 結果   | No. | 決勝日        | 大会         | サーフェス | 対戦相手                 | スコア      |
| ------ | --- | ------------- | ------------ | ---------- | ------------------------ | ----------- |
| 準優勝 | 1.  | 1997年7月13日 | ボースタード | クレー     | マグヌス・ノーマン       | 5–7, 2–6    |
| 優勝   | 1.  | 1999年7月11日 | ボースタード | クレー     | アンドレアス・ビンシゲラ | 6–4, 7–6(4) |

## 4大大会シングルス成績
略語の説明
| W | F | SF | QF | #R | RR | Q# | LQ | A | Z# | PO | G | S | B | NMS | P | NH |

W=優勝, F=準優勝, SF=ベスト4, QF=ベスト8, #R=#回戦敗退, RR=ラウンドロビン敗退, Q#=予選#回戦敗退, LQ=予選敗退, A=大会不参加, Z#=デビスカップ/BJKカップ地域ゾーン, PO=デビスカップ/BJKカッププレーオフ, G=オリンピック金メダル, S=オリンピック銀メダル, B=オリンピック銅メダル, NMS=マスターズシリーズから降格, P=開催延期, NH=開催なし.
| 大会           | 1996 | 1997 | 1998 | 1999 | 2000 | 2001 | 2002 | 2003 | 2004 | 2005 | 2006 | 2007 | 通算成績 |
| -------------- | ---- | ---- | ---- | ---- | ---- | ---- | ---- | ---- | ---- | ---- | ---- | ---- | -------- |
| 全豪オープン   | A    | A    | 1R   | 1R   | 1R   | A    | LQ   | A    | LQ   | A    | 1R   | A    | 0-4      |
| 全仏オープン   | LQ   | LQ   | 1R   | 1R   | 1R   | 1R   | LQ   | LQ   | A    | LQ   | 1R   | A    | 0-5      |
| ウィンブルドン | A    | 1R   | 1R   | 1R   | 1R   | A    | A    | A    | A    | LQ   | A    | LQ   | 0-4      |
| 全米オープン   | A    | 1R   | 1R   | 1R   | 1R   | A    | A    | A    | A    | A    | A    | A    | 0-4      |